# 約翰·喬利
約翰·喬利（英語：John Joly，1857年11月1日—1933年12月8日），愛爾蘭物理學家，推動了癌症的放射治療發展，另一項貢獻是根據礦物的放射物質而斷地質年齡。